# ATP Tour World Championships 1993
L'ATP Tour World Championships 1993 è stato un torneo di tennis giocato sul sintetico indoor. 
È stata la 24ª edizione del torneo di singolare di fine anno, la 20ª del torneo di doppio di fine anno ed era parte dell'ATP Tour 1993. 
Il torneo di singolare si è giocato al Frankfurt Festhalle di Francoforte in Germania, 
dal 16 al 21 novembre 1993.
Il torneo di doppio si è disputato ad Johannesburg in Sudafrica, dal 21 al 28 novembre 1993.

## Campioni

### Singolare
Michael Stich ha battuto in finale  Pete Sampras con il punteggio di 7–6(3), 2–6, 7–6(7), 6–2

### Doppio
Paul Haarhuis /  Jacco Eltingh hanno battuto in finale  Mark Woodforde /  Todd Woodbridge  con il punteggio di 7–6, 7–6, 6–4